# روبر دومرگ
روبر دومرگ (فرانسوی: Robert Domergue‎; ۲۱ نوامبر ۱۹۲۱ – ۲۲ ژانویهٔ ۲۰۱۴) بازیکن و مربی فوتبال اهل فرانسه بود.
از باشگاه‌هایی که در آن بازی کرده‌است می‌توان به باشگاه فوتبال کن اشاره کرد.